# 滑犁鰻
滑犁鰻，又稱滑鋤蛇鰻，為輻鰭魚綱鰻鱺目糯鰻亞目蛇鰻科的其中一種，分布於中東太平洋的墨西哥海域，棲息深度141-146公尺，體長可達17公分，棲息在底層水域，屬肉食性，生活習性不明。